# Selbstlernkompetenz
Die Selbstlernkompetenz (engl. Personal Learning) ist sowohl der Humankompetenz als auch der Methoden- und Lernkompetenz zuzuordnen. Selbstlernkompetenz stellt die Fähigkeit dar, unter Berücksichtigung der eigenen Stärken und Schwächen selbstbestimmtes Lernen zu initiieren und zu organisieren. Sie umfasst kognitive Fähigkeiten wie Denken, Wissen, Problemlösen, Kenntnisse und intellektuelle Fähigkeiten, zum Beispiel den Entwurf und die Anwendung beziehungsweise die Umsetzung von Lernmethoden. Weiterhin können manipulative und motorische Fähigkeiten durch Selbstlernkompetenz entwickelt werden. Im Prozess des selbstbestimmten Lernens entstehen zudem dauerhafte Werthaltungen. Bestandteile der Selbstlernkompetenz sind zum Beispiel: Reflexivität, selbstreguliertes Lernen, Selbstmotivation, Ausdauer, Willenskraft und effektive Informationsverarbeitung sowie die Fähigkeit zur Präsentation von Arbeitsergebnissen. Die Fähigkeit des selbstbestimmten Lernens kann mit oder ohne eine Bildungseinrichtung entwickelt und weiterentwickelt werden.
Selbstlernkompetenz ist eng verbunden mit der Human- und Planungskompetenz. Dabei gliedert sich die Selbstlernkompetenz in drei Teilbereiche: Selbstmotivation, Lernmethodenkompetenz und Reflexivität.

## Selbstmotivation
Die Basis der Selbstlernkompetenz bildet die Selbstmotivation. Wer sich Wissen erarbeiten möchte, muss motiviert sein, anzufangen und – vor allem – das Lernen fortzuführen. Dazu muss dem Lernenden ein Ziel bewusst sein. Im Vordergrund stehen im Zuge des lebenslangen Lernens Motive wie ein breites Spektrum an Anwendungsmöglichkeiten, Aufstiegschancen und Anerkennung in Alltag und Beruf. Selbstlernprogramme müssen thematisch detailliert dargestellt und abgegrenzt werden. Weiterhin sollten Anwendungsmöglichkeiten beschrieben und gegeben werden. Besonders in Bezug auf das Arbeitsleben sollte der Stoff abgestimmt und zertifizierbar sein.

## Lernmethodenkompetenz
Lernmethodenkompetenz ist das wichtigste Mittel, um den Lernstoff zielgerichtet und effektiv erfassen zu können. Besonders im Umgang mit der Fülle an wichtigen und unwichtigen Informationen bedarf der Lernende an Medienkompetenz, Strukturierungsfähigkeit und Zieldefinition.
Medienkompetenz schließt sowohl die Lektüre wissenschaftlicher Texte, Recherche in Bibliotheken und Suchmaschinen als auch die Benutzerkenntnisse von Internetportalen und Foren ein. Besonders in Bezug auf neue Medien müssen oftmals Schwellenängste überwunden werden. Doch ebenso stellt der Umgang mit wissenschaftlichen Texten für Lernende eine Barriere dar. Das Vorgehen bei der Bearbeitung ist oft unstrukturiert und muss erst mühsam erlernt werden. An dieser Stelle muss darauf aufmerksam gemacht werden, dass es nicht „die Textmethode“ oder allgemein „Lernmethode“ gibt. Jeder muss seine individuelle Vorgehensweise herausfinden – den eigenen Rhythmus und den Lernort. Es hat sich jedoch herausgestellt, dass es für die Lernenden hilfreich ist, wissenschaftliche Texte in Gruppen zu besprechen. Dadurch merkt der einzelne, welche Inhalte von Bedeutung sind, in welche Richtungen diese interpretiert werden können, und es können Vorgehensweisen diskutiert werden.
Bei der Auswahl und Interpretation der Texte darf das Lernziel nicht in den Hintergrund geraten. Das Lernen geht sonst zu sehr in die Richtung persönlicher Vorlieben. Dies kann zur Einschränkung der zuvor genannten Anwendungsmöglichkeiten führen. Auf Dauer mindert dies die Motivation, und das Selbstgesteuerte Lernen ist zum Scheitern verurteilt. Auch der Mangel an Medienkompetenz kann zum Verlust der Motivation führen. Es hat sich gezeigt, dass eine Mischung aus Lerngruppen und Rückzugsmöglichkeiten die Lernenden am besten motiviert und auch den größten Lernerfolg in Bezug auf Methodenkompetenz erbracht hat.

## Reflexivität
Unter Reflexivität werden Beobachtungs- und Analysefähigkeiten verstanden, die Strukturierungsfähigkeiten fördern und zu sicherem Handeln führen. Von besonderer Bedeutung ist in diesem Zusammenhang der Praxisbezug Theoretisches Wissen wird angewandt, Möglichkeiten und Grenzen werden erlebt. Somit wird das Wissen überdacht, neu strukturiert und verinnerlicht. Dadurch kann es zu einer dauerhaften Anwendung kommen.
Fühlt sich ein Lernender hinsichtlich der eigenen Beobachtungen und Analysen unsicher, ist es hilfreich, eine zweite Person hinzuzuziehen, mit der die Erkenntnisse gemeinsam diskutiert werden können.